# Jakow Gercberg
Jakow Lwowicz Gercberg, ros. Яков Львович Герцберг (ur. 10 stycznia 1898 w Warszawie, zm. 26 października 1937 w Moskwie) – polski działacz polityczny, radziecki funkcjonariusz służb specjalnych.
Był członkiem Polskiej Partii Socjalistycznej (PPS), ale jego poglądy wyewoluowały w kierunku komunistycznym. W 1919 wstąpił do Rosyjskiej Partii Komunistycznej (bolszewików). Do 1920 służył w wojsku bolszewickim, walcząc na froncie zachodnim z Polakami. Został ranny. Po wyleczeniu pod fałszywym nazwiskiem Walter prowadził nielegalną działalność wywiadowczą w Polsce i Niemczech na rzecz INO OGPU. W 1923 wstąpił formalnie do OGPU. Pracował jako inżynier-ekonomista w czarnomorskim przedsiębiorstwie naftowym. 24 sierpnia 1937 został aresztowany przez NKWD. Po procesie skazano go na karę śmierci wykonaną 26 października tego roku przez rozstrzelanie.